# Revista de avance
Revista de avance es una publicación periódica cubana que vio la luz por primera vez en La Habana en 1927, bajo la participación de los intelectuales Jorge Mañach, Francisco Ichaso, Juan Marinello, Martí Casanovas y Alejo Carpentier. 
Este nombre, revista de avance (siempre en minúsculas) es el nombre por el que se la conoce, pero su nombre real cambió de año en año, de acuerdo con el deseo de movimiento que Alejo Carpentier señalaba en su texto "Al levar el ancla", texto inaugural de la publicación. Estos nombres que cambiaban fueron: 1927, 1928, 1929 y 1930, los cuatro años que estuvo siendo publicada. En estos años se afirmó como el órgano más importante de renovación estética y de preocupación política en Cuba, así como lugar de exhibición del vanguardismo en la isla.
Quizá sea la publicación más refractaria a la influencia norteamericana, pero a pesar de ello divulgó obras de Ezra Pound, Sinclair Lewis, John dos Passos y otros.
Una de las nuevas vertientes exploradas por la revista de avance es la poesía negra y la poesía "pura" o experimental. También incluía elementos de signo proletario o socializante, representados por la poesía de Regino Pedroso.